# Abyssianira bathyalis
Abyssianira bathyalis là một loài chân đều trong họ Paramunnidae. Loài này được Just miêu tả khoa học năm 1990.